# Hartmann Bjørnsen
Alfred Hartman Bjørnsson (Stavanger, 2 februari 1889 - Stavanger, 25 september 1974) was een Noors turner.
Bjørnsson won tijdens de Olympische Zomerspelen 1912 de gouden medaille in de landenwedstrijd vrij systeem.

## Olympische Zomerspelen
| Jaar | Plaats    | Resultaten                   |
| ---- | --------- | ---------------------------- |
| 1912 | Stockholm | landenwedstrijd vrij systeem |